# Фролов, Михаил Иванович (Герой Советского Союза, лейтенант)
Михаи́л Ива́нович Фроло́в (1 ноября 1915 — 26 января 1945) — советский офицер, участник Великой Отечественной войны, Герой Советского Союза (10 апреля 1945, посмертно).

## Биография
Родился 1 ноября 1915 года в деревне Костьково (ныне Калининского района Тверской области. Русский. Окончил 7 классов. Работал в учреждениях города Калинин (ныне Тверь).
Призван в РККА в мае 1939 года Тургиновским РВК Тургиновского района Калининской области. Окончил курсы усовершенствования офицерского состава в 1943 году. С 30 августа 1944 года воевал на 1-м Украинском фронте.
Командир взвода 1-й стрелковой роты 385-го стрелкового полка 112-й стрелковой дивизии 13-й армии лейтенант М. И. Фролов отличился в ходе форсирования реки Одер. 26 января 1945 года у населённого пункта Домбзен (ныне Домашкув, гмина Волув, Волувский повят, Нижнесилезское воеводство, Польша) со своим взводом первым форсировал реку, выйдя на западный берег. Быстро закрепившись, взвод начал бои за расширение плацдарма. Противник непрерывно контратаковал. Погиб при отражении 6-й контратаки.
Был похоронен в селе Ламперсдорф.

## Награды
- Медаль «Золотая Звезда» Героя Советского Союза (10 апреля 1945, посмертно);
- орден Ленина (10 апреля 1945, посмертно);
- орден Красной Звезды.

## Семья
Мать — Агафья Сергеевна Фролова, проживала в городе Калинин (ныне Тверь).